# NGC 622
NGC 622 is een balkspiraalstelsel in het sterrenbeeld Walvis. Het hemelobject werd op 9 oktober 1785 ontdekt door de Duits-Britse astronoom William Herschel.

## Synoniemen
- PGC 5939
- UGC 1143
- IRAS01334+0024
- MCG 0-5-14
- UM 343
- MK 571
- KARA 56
- ZWG 386.16